# Lijst van voetbalclubs aangesloten bij de Brabantsche Voetbalbond
Dit is een lijst van voetbalclubs die aangesloten en/of actief zijn geweest bij de Brabantsche Voetbalbond (BVB).
Vanaf 1940 waren clubs uit de regio van de Brabantsche Voetbalbond automatisch lid van de Brabantsche Voetbalbond zodra zij zich hadden ingeschreven bij de KNVB.

## Legenda
(1) achter de clubnaam – Zijn meerdere clubs met dezelfde naam geweest, echter zijn verschillende clubs.
   bij Lid sinds – Club is heropgericht of heringeschreven, echter de datum hiervan is onbekend.
   bij Lid tot – Club is uitgeschreven of opgeheven voor 1996, datum hiervan is echter onbekend.
—  bij Lid tot – Club is tot einde van de bond (1996) actief gebleven.
| Club                     | Plaats                   | Lid sinds                                  | Lid tot                         | Bijzonderheden |
| ------------------------ | ------------------------ | ------------------------------------------ | ------------------------------- | --- |
| Achilles Reek            | Reek                     | september 1940                             | —                               | Heette tot 1976 VV Reek |
| VV Acht                  | Acht                     | september 1940                             | februari 1941                   | Was tot 1940 aangesloten bij de RKVB Den Bosch |
| ADVENDO                  | Princenhage              | november 1906                              | augustus 1908                   | |
| SV Advendo               | Breda                    | september 1940                             | —                               | Was tot 1940 aangesloten bij RKVB Breda |
| Alexander (1)            | Tilburg                  | september 1912                             | februari 1915                   | |
| Alexander (2)            | Tilburg                  | september 1920                             | juni 1933                       | |
| RSC Alliance             | Roosendaal               | augustus 1919                              | —                               | Was tot 1919 aangesloten bij RKVB Breda |
| Amical (1)               | Tiel                     | januari 1918                               | november 1920                   | |
| Amical (2)               | Tiel                     | augustus 1921                              | augustus 1924                   | Fuseerde in 1924 tot TEC Tiel |
| Anthony                  | Oss                      | augustus 1911                              | september 1912                  | |
| Anthonie                 | Oss                      | december 1915                              | november 1917                   | |
| FCC Antoni               | Oss                      | oktober 1902                               | augustus 1907                   | |
| APD                      | Tilburg                  | oktober 1925                               | juni 1933                       | |
| Apollo                   | Tilburg                  | september 1919                             | november 1920                   | |
| Arnauten                 | Zaltbommel               | december 1913                              | februari 1915                   | |
| Asahel                   | Den Bosch                | oktober 1921                               | oktober 1922                    | |
| VV Asperen               | Asperen                  | mei 1935                                   | februari 1941                   | Was tot 1935 aangesloten bij het Voetbaldistrict GHD |
| Astrantia SV             | Middelaar                | september 1940                             | september 1941                  | Was tot 1940 aangesloten bij de RKLVB |
| ASV '33                  | Aarle-Rixtel             | september 1940                             | —                               | Was tot 1940 aangesloten bij de RKVB Den Bosch, heette tot 1941 ASV                                                                                            |
| Avanti '31               | Schijndel                | september 1940                             | —                               | Was tot 1940 aangesloten bij de RKVB Den Bosch, heette tot 1979 RKSVA                                                                                          |
| AVC                      | Breda                    | september 1912                             | februari 1915                   | |
| AVW                      | Breda                    | augustus 1907                              | juli 1908                       | |
| Azelina                  | Zevenbergen              | oktober 1921                               | september 1922                  | |
| VV Baardwijk             | Baardwijk                | september 1922                             | —                               | Was tot 1922 aangesloten bij de RKVB Den Bosch onder de naam Juliana Baardwijk                                                                                 |
| RKVV Baronie             | Breda                    | november 1929                              | december 1941                   | Fuseerde in 1941 tot VV Baronie |
| VV Baronie               | Breda                    | december 1941                              | —                               | |
| Batouwers (1)            | Geldermalsen             | oktober 1912                               | februari 1915                   | |
| Batouwers (2)            | Geldermalsen             | december 1920                              | juli 1933                       | |
| VV Bavel                 | Bavel                    | september 1940                             | —                               | Was tot 1940 aangesloten bij de RKVB Breda, heette tot 1942 VVV                                                                                                |
| Bavos                    | Bakel                    | september 1940                             | —                               | Was tot 1940 aangesloten bij de RKVB Den Bosch |
| BB                       | Den Bosch                | september 1932                             | januari 1938                    | |
| BBM                      | Breda                    | november 1921                              | juni 1933                       | |
| Be Fair                  | Breda                    | september 1940                             | Vraag                           | |
| VV Be Ready              | Hank                     | 1929 september 1940                        | augustus 1930 —                 | Was tot 1929 en tussen 1933 en 1940 aangesloten bij de RKVB Den Bosch; tussen 1930 en 1933 bij de RKVB Breda                                                   |
| Beatrix                  | Breda                    | september 1940                             | juni 1954                       | Was tot 1940 aangesloten bij de RKVB Breda, heette tussen 1941 en 1945 Bredasche Boys als verplichting door de Duitse bezetters, fuseerde in 1954 tot BVC '54  |
| VV Beek Vooruit          | Prinsenbeek              | 1912 december 1941 1946                    | 1915 —                          | Club is meerdere malen heropgericht, was in tussenliggende periodes soms ook aangesloten bij de RKVB Breda                                                     |
| VV Beesd                 | Beesd                    | mei 1935                                   | maart 1937                      | |
| VV Belcrum               | Teteringen               | juli 1922                                  | januari 1928                    | |
| RKVV Bergeijk            | Bergeijk                 | september 1940                             | —                               | Was tot 1940 aangesloten bij de RKVB Den Bosch |
| FC Bergen                | Bergen op Zoom           | september 1940                             | —                               | Heette tot 1969 RKFC |
| De Bergenaars            | Bergen op Zoom           | juli 1908                                  | februari 1915                   | Heette tot november 1912 VIOS |
| Berghem Sport            | Berghem                  | september 1940                             | —                               | |
| Bergia                   | Bergen op Zoom           | december 1921                              | december 1924                   | |
| Bergsche Boys            | Bergen op Zoom           | november 1923                              | augustus 1927                   | Heette tot januari 1924 DOSB |
| VV Berkdijk              | Kaatsheuvel              | september 1921 december 1925               | juli 1927                       | |
| VV Berkel-Enschoot       | Berkel-Enschot           | september 1940                             | september 1940                  | Was tot 1940 aangesloten bij de RKVB Den Bosch |
| VV Berlicum              | Berlicum                 | januari 1941                               | Vraag                           | |
| VV BES                   | Borkel en Schaft         | september 1940                             | —                               | |
| Best Vooruit (1)         | Best                     | december 1914                              | december 1915                   | |
| VV Best (3)              | Best                     | 1924                                       | Vraag                           | Was tot 1924 aangesloten bij de RKVB Den Bosch, heette tot december 1925 Best Vooruit                                                                          |
| RKVV Best Vooruit (5)    | Best                     | september 1940                             | —                               | Was tot 1940 aangesloten bij de RKVB Den Bosch |
| VV Besterd               | Tilburg                  | november 1915                              | oktober 1916                    | |
| Besterds Belang          | Tilburg                  | december 1920                              | januari 1926                    | |
| VV Beusichem             | Beusichem                | mei 1935                                   | november 1939                   | |
| BJW                      | Breda                    | september 1940                             | september 1940                  | Was tot 1940 aangesloten bij de RKVB Breda |
| VV Bladella              | Bladel                   | september 1940                             | —                               | Was tot 1940 aangesloten bij de RKVB Den Bosch |
| Blauw Geel '38           | Veghel                   | september 1940                             | —                               | Was tot 1940 aangesloten bij de RKVB Den Bosch onder de naam Blauw Geel                                                                                        |
| Blauw Wit                | Nieuwendijk              | 1934                                       | 1936                            | Was tot 1934 aangesloten bij Samenwerking Ons Streven |
| BSV Boeimeer             | Breda                    | februari 1923                              | —                               | |
| Bommelia                 | Zaltbommel               | november 1913                              | november 1917                   | |
| BOP                      | Breda                    | november 1921                              | juli 19333                      | |
| Bossche Boys (1)         | Den Bosch                | juni 1923                                  | januari 1927                    | |
| Bossche Boys (2)         | Den Bosch                | januari 1927                               | januari 1928                    | |
| Bossche Boys (3)         | Den Bosch                | augustus 1930                              | juli 1937                       | In 1937 gefuseerd tot Concordia Vooruit |
| De Bosschenaars          | Den Bosch                | november 1913                              | februari 1915                   | |
| VV Boxtel (1)            | Boxtel                   | oktober 1907                               | juli 1928 oktober 1916          | Heropgericht, heette tot november 1913 BFC |
| VV Boxtel (2)            | Boxtel                   | oktober 1917                               | juli 1918                       | |
| VV Boxtel (3)            | Boxtel                   | september 1919                             | september 1941                  | Club verdween meerdere malen uit de bond om later weer terug te keren, fuseerde in 1941 tot BOC (tegenwoordig RKSV Boxtel)                                     |
| BOZ (1)                  | Bergen op Zoom           | oktober 1907                               | Vraag                           | |
| BOZ (2)                  | Bergen op Zoom           | september 1912                             | augustus 1913                   | |
| BOZ (3)                  | Bergen op Zoom           | oktober 1921                               | januari 1926                    | |
| BOZ (4)                  | Bergen op Zoom           | januari 1937                               | januari 1938                    | |
| BOZ (5)                  | Bergen op Zoom           | november 1939                              | Vraag                           | |
| BOZ Vooruit              | Bergen op Zoom           | november 1913                              | februari 1915                   | |
| VV Brabant               | Den Bosch                | september 1921                             | januari 1926                    | |
| VV Brabantia             | Eindhoven                | oktober 1924 september 1940                | januari 1928 —                  | Was tussen 1928 en 1940 aangesloten bij de RKVB Den Bosch |
| VV Brabantia (1)         | Waspik                   | februari 1912                              | februari 1915                   | |
| VV Brabantia (2)         | Waspik                   | oktober 1927                               | juli 1930                       | |
| VV Brabantia             | Den Bosch                | november 1933                              | september 1935                  | |
| VV Brakel                | Brakel                   | november 1935                              | december 1936                   | Was tot 1935 aangesloten bij Samenwerking Ons Streven onder de naam De Zwaluwen                                                                                |
| RKVV Breda               | Breda                    | oktober 1941                               | 1972                            | Heette tot 1950 Bredania |
| VV Breda (1)             | Breda                    | juni 1912                                  | april 1913                      | |
| VV Breda (2)             | Breda                    | 1914                                       | juni 1942                       | Heette tot september 1920 Swift |
| Breda                    | Breda                    | 1907                                       | september 1912                  | Heette vanaf 1910 ADVENDO |
| VV Bredania (1)          | Breda                    | december 1912 september 1917               | februari 1915 december 1924     | Was vanaf 1915 aangesloten bij de RKVB Breda, vanaf 1917 met enkele teams bij de Brabantsche Voetbalbond, fuseerde in 1924 tot Bredania-'t Zesde               |
| VV Bredania (2)          | Breda                    | december 1924                              | november 1929                   | Heette tot 1926 Bredania-'t Zesde, Fuseerde in 1929 tot RKVV Baronie                                                                                           |
| VV Bredania (3)          | Breda                    | september 1930                             | augustus 1936                   | Heette tot juni 1933 Hercules |
| Bredasche Boys           | Breda                    | februari 1923                              | februari 1941                   | |
| VV Broekhoven            | Tilburg                  | oktober 1923                               | februari 1933                   | |
| RKSV BSC                 | Roosendaal               | september 1929 september 1940              | juni 1932 —                     | Was tussen 1932 en 1940 aangesloten bij RKVB Breda |
| SV Budel                 | Budel                    | september 1940                             | —                               | Was tot 1940 aangesloten bij de RKVB Den Bosch, heette tot 1959 BSV                                                                                            |
| VV Budel                 | Budel                    | maart 1915                                 | november 1917                   | |
| Budelschoot              | Budel                    | september 1939                             | 1967                            | Fuseerde tot Rood-Wit '67 |
| VV Buren                 | Buren                    | oktober 1922                               | juli 1933                       | |
| Burensche Boys           | Buren                    | april 1935                                 | november 1939                   | |
| BVA                      | Aalst                    | september 1930                             | Vraag                           | |
| BVC                      | Den Bosch                | november 1906                              | februari 1913                   | |
| BVC '54                  | Oosterhout               | juni 1954                                  | —                               | |
| BVV                      | Bergen op Zoom           | augustus 1906                              | oktober 1910                    | |
| BVV                      | Breda                    | december 1910                              | april 1911                      | |
| BVV (1)                  | Den Bosch                | januari 1912                               | november 1912                   | |
| BVV (2)                  | Den Bosch                | november 1913                              | —                               | |
| BWVC                     | Den Bosch                | november 1918                              | 1924                            | Was later aangesloten bij de RKVB Den Bosch |
| VV Capelle (1)           | Capelle                  | oktober 1919                               | 1924                            | |
| VV Capelle (2)           | Capelle                  | september 1930                             | september 1936                  | |
| Centrum '35              | Ottersum                 | september 1940                             | 1942                            | Was tot 1940 aangesloten bij de RKVB Den Bosch, vanaf 1942 bij de Nijmeegsche Voetbalbond, heette tot januari 1942 Het Centrum                                 |
| RKSV Cluzona             | Wouw                     | september 1940                             | —                               | Was tot 1940 aangesloten bij de RKVB Breda onder de naam DSS, heette tot 1947 DSSW                                                                             |
| CMG                      | Den Bosch                | november 1932                              | januari 1938                    | |
| Columbia                 | Breda                    | 1900                                       | Vraag                           | |
| Concordia                | Roosendaal               | oktober 1907                               | Vraag                           | |
| Concordia                | Eindhoven                | september 1930                             | juli 1931                       | Was vanaf 1931 aangesloten bij de RKVB Den Bosch |
| Concordia                | Woensel                  | september 1931                             | september 1932                  | Was tot 1931 en vanaf 1932 aangesloten bij de RKVB Den Bosch                                                                                                   |
| Concordia SVD            | Den Bosch                | 1945                                       | —                               | |
| Concordia Vooruit        | Den Bosch                | september 1940                             | 1945                            | |
| WVV Constantia           | Wanroij                  | september 1940                             | —                               | |
| Constantia               | Den Bosch                | oktober 1907                               | Vraag                           | |
| Constantia               | Dongen                   | november 1913                              | oktober 1916                    | |
| Constantia               | Breda                    |                                            | november 1917                   | Heette tot november 1916 Excelsior Breda |
| Cosama                   | Roosendaal               | september 1940                             | februari 1941                   | Was tot 1940 aangesloten bij de RKVB Breda |
| VV Crescendo             | Loon op Zand             | september 1925                             | juni 1926                       | Was tot 1925 aangesloten bij de RKVB Den Bosch |
| CSC                      | Breda                    | oktober 1916                               | november 1920                   | Heette tot november 1916 Swift |
| CSC                      | Culemborg                | november 1912                              | oktober 1916                    | |
| CSV                      | Eindhoven                | september 1930                             | Vraag                           | |
| VV Culemborg (1)         | Culemborg                | december 1913                              | februari 1915                   | |
| VV Culemborg (2)         | Culemborg                | februari 1915                              | december 1915                   | |
| VV Culemborg (3)         | Culemborg                | september 1921                             | december 1938                   | |
| CVC                      | Chaam                    | augustus 1927                              | augustus 1930                   | Was vanaf 1930 aangesloten bij de RKVB Breda |
| VV Dalem                 | Dalem                    | mei 1935                                   | Vraag                           | Was tot mei 1935 aangesloten bij Voetbaldistrict GHD |
| DAW                      | Oss                      | september 1935                             | maart 1941                      | |
| DAW                      | Schaijk                  | september 1940                             | —                               | Was tot 1940 aangesloten bij de RKVB Den Bosch, heette tot 1945 SSV                                                                                            |
| DBK                      | Breda                    |                                            | mei 1911                        | |
| DDV                      | Teteringen               | september 1929                             | februari 1930                   | |
| DEB                      | Breda                    | september 1934                             | 1949                            | |
| VV Deil (1)              | Deil                     | september 1920                             | september 1922                  | |
| VV Deil (2)              | Deil                     | mei 1935                                   | juni 1937                       | |
| Den Bergen               | Geertruidenberg          | augustus 1907                              | augustus 1918                   | |
| VV Den Bosch             | Den Bosch                | september 1921                             | november 1921                   | |
| VV Den Dungen            | Den Dungen               | september 1940                             | Vraag                           | Was tot 1940 aangesloten bij de RKVB Den Bosch |
| Den Elzent               | Eindhoven                | 1935                                       | september 1940                  | Was tot 1935 aangesloten bij de RKVB Den Bosch, opgegaan in PSV                                                                                                |
| Het Derde                | Bergen op Zoom           | augustus 1911                              | september 1912                  | |
| DES                      | Den Bosch                | september 1930                             | Vraag                           | |
| VV DESK                  | Kaatsheuvel              | augustus 1930 september 1940               | augustus 1932 —                 | Was tussen 1930 en 1940 aangesloten bij de RKVB Den Bosch, heette tot 1937 DES                                                                                 |
| Deurania (1)             | Deurne                   | september 1925                             | december 1926                   | |
| Deurania (2)             | Deurne                   | september 1940                             | augustus 1942                   | Was tot 1940 aangesloten bij de RKVB Den Bosch, fuseerde in 1942 tot SV Deurne                                                                                 |
| SV Deurne                | Deurne                   | augustus 1942                              | —                               | |
| DEVO (1)                 | Den Bosch                | oktober 1921                               | juli 1927                       | |
| DEVO (2)                 | Den Bosch                | september 1932                             | augustus 1940                   | |
| DEVO                     | Oisterwijk               |                                            | juni 1931                       | Was eerder aangesloten bij de RKVB Den Bosch |
| DEVO                     | Bosschenhoofd            | september 1940                             | —                               | |
| VV DHV                   | Zevenbergschen Hoek      | september 1940 1945                        | september 1941 —                | Was tot 1940 aangesloten bij de RKVB Breda, heette tot 1945 VV Zevenbergschen Hoek, na de oorlog heropgericht                                                  |
| DIA                      | Steenbergen              | september 1940                             | oktober 1940                    | Was tot 1940 aangesloten bij de RKVB Breda, fuseerde in 1940 tot VV Steenbergen                                                                                |
| VV Diana                 | Breda                    | oktober 1924                               | juni 1933                       | Heette tot december 1925 Zwaluwen |
| DIKO                     | Bergen op Zoom           | januari 1925                               | oktober 1927                    | |
| Dintelboys               | Dinteloord               | mei 1935                                   | augustus 1939                   | |
| DIOZ                     | Zegge                    | september 1940                             | —                               | Was tot 1940 aangesloten bij de RKVB Breda, heette tot 1941 DIO                                                                                                |
| DNL                      | Breda                    | september 1940                             | december 1941                   | Was tot 1940 aangesloten bij de RKVB Breda, fuseerde in 1941 tot VV Baronie                                                                                    |
| DOK                      | Tiel                     | oktober 1916                               | november 1920                   | |
| VV Dommel                | Boxtel                   | december 1920                              | oktober 1922                    | |
| Don Bosco                | Oude Tonge               | september 1940                             | juni 1957                       | Was tot 1940 aangesloten bij de RKVB Breda, fuseerde in 1957 tot DBGC                                                                                          |
| VV Dongen (1)            | Dongen                   | november 1912                              | november 1913                   | |
| VV Dongen (2)            | Dongen                   | augustus 1923                              | augustus 1933                   | Was vanaf 1933 aangesloten bij de RKVB Breda |
| VV Dongen (3)            | Dongen                   | september 1940                             | —                               | Was tot 1940 aangesloten bij de RKVB Breda onder de naam DSV                                                                                                   |
| Dongensche VC            | Dongen                   | december 1907                              | november 1913                   | |
| VV Dorplein              | Budel-Dorplein           | november 1928                              | juli 1933                       | |
| VV Dorst                 | Dorst                    |                                            | juli 1926                       | |
| DOS                      | Bergen op Zoom           | augustus 1906                              | november 1906                   | |
| DOS                      | Klundert                 | september 1940                             | Vraag                           | Was tot 1940 aangesloten bij de RKVB Breda |
| DOS                      | Deurne                   | september 1940                             | 1942                            | Fuseerde in 1942 tot SV Deurne |
| DOSL                     | Leende                   | september 1940                             | —                               | Was tot 1940 aangesloten bij de RKVB Den Bosch, heette tot januari 1941 DOS                                                                                    |
| DOSKO                    | Duizel                   | september 1940                             | —                               | Was tot 1940 aangesloten bij de RKVB Den Bosch onder de naam DOSKO                                                                                             |
| SV DOSKO                 | Bergen op Zoom           | augustus 1911                              | —                               | |
| DOVA                     | Roosendaal               | november 1929                              | juli 1932                       | Vanaf 1932 aangesloten bij de RKVB Breda |
| VV De Drie Hoefijzers    | Breda                    | september 1940                             | september 1941                  | Was tot 1940 aangesloten bij de Bredasche Zaterdagmiddag Competitie                                                                                            |
| VV Drumpt                | Drumpt                   | oktober 1934                               | augustus 1936                   | |
| DSC                      | Kerkdriel                | september 1940                             | —                               | Was tot 1940 aangesloten bij de RKVB Den Bosch |
| SV DSV                   | Sint Anthonis            | september 1940                             | —                               | Was tot 1940 aangesloten bij de RKVB Den Bosch |
| Dussense Boys            | Dussen                   | september 1940                             | —                               | Was tot 1940 aangesloten bij de RKVB Breda |
| DVG                      | Liempde                  | september 1940                             | —                               | Was tot 1940 aangesloten bij de RKVB Den Bosch |
| VV DVS                   | Aalst                    | september 1940                             | —                               | Was tot 1940 aangesloten bij de RKVB Den Bosch |
| DVVC                     | Dongen                   | september 1940                             | —                               | Was tot 1940 aangesloten bij de RKVB Breda onder de naam Concordia                                                                                             |
| DVVS                     | Eindhoven                | november 1934                              | september 1937                  | Heette tot juni 1935 DVV, in juni 1935 VV Strijp |
| VV Echteld (1)           | Echteld                  | oktober 1922                               | december 1925                   | |
| VV Echteld (2)           | Echteld                  | oktober 1938                               | oktober 1943 1951               | Na de oorlog heropgericht, was vanaf 1951 aangesloten bij de Nijmeegsche Voetbalbond                                                                           |
| ECJC                     | Eindhoven                | december 1938                              | september 1941                  | Was tussen 1939 en 1940 OOK aangesloten bij de CNVB |
| EEFA                     | Heeze                    | juli 1929                                  | februari 1941                   | |
| VV Eensgezind (1)        | Den Bosch                | oktober 1922                               | december 1924                   | |
| VV Eensgezind (2)        | Den Bosch                | oktober 1928                               | oktober 1931                    | |
| Het Eerste               | Breda                    | 1923                                       | januari 1930                    | Fuseerde in 1930 tot Baronie |
| EFC                      | Eersel                   | september 1940                             | —                               | Was tot 1940 aangesloten bij de RKVB Den Bosch |
| VV Eigen Haard           | Eindhoven                | september 1923                             | juni 1933                       | |
| VV Eindhoven             | Eindhoven                | oktober 1911                               | september 1917                  | |
| Eindhoven (voetbalgroep) | Eindhoven                |                                            | december 1930                   | |
| Eindhovensche Boys (1)   | Eindhoven                | september 1927                             | juni 1933                       | |
| Eindhovensche Boys (2)   | Eindhoven                | maart 1935                                 | oktober 1937                    | Heette tot juni 1937 Zeldenrust |
| Eindhovia (1)            | Eindhoven                | december 1914                              | december 1915                   | |
| Eindhovia (2)            | Eindhoven                | september 1937                             | september 1941                  | |
| EKC                      | Breda                    | december 1927                              | oktober 1941                    | In 1941 gefuseerd tot Bredania |
| VV Eldik                 | Eldik                    | oktober 1923                               | oktober 1927                    | |
| ELI                      | Lieshout                 | september 1940                             | —                               | Was tot 1940 aangesloten bij de RKVB Den Bosch |
| EMC                      | Eindhoven                | november 1932                              | februari 1941                   | |
| VV Erichem               | Erichem                  | september 1930                             | januari 1938                    | |
| ESBO                     | Oud-Vossemeer            | juli 1936                                  | december 1939                   | |
| ESC                      | Eindhoven                | september 1930                             | juli 1931                       | |
| ESC (2)                  | Elshout                  | september 1940                             | Vraag                           | Was tot 1940 aangesloten bij de RKVB Den Bosch |
| VV Esch                  | Esch                     | oktober 1922                               | juli 1924                       | |
| ESV                      | Eindhoven                | oktober 1926                               | —                               | |
| VV Etten                 | Etten                    | november 1913                              | Vraag                           | |
| EVC                      | Eindhoven                | 1899                                       | oktober 1903                    | |
| Everdingsche Boys        | Everdingen               | mei 1935                                   | april 1936                      | |
| EVV Eindhoven (1)        | Eindhoven                |                                            | juni 1921                       | Heette tot december 1917 VV Eindhoven, in 1921 gefuseerd tot EVV Eindhoven (2)                                                                                 |
| EVV Eindhoven (2)        | Eindhoven                | september 1921                             | —                               | |
| HVV Excelsior            | Helmond                  | september 1907                             | Vraag                           | |
| Excelsior                | 's-Gravenmoer            | september 1931                             | Vraag                           | |
| EZWC                     | Oosterhout               | januari 1924                               | juni 1933                       | |
| VV De Faam               | Breda                    | december 1923                              | oktober 1935                    | |
| Festilent                | Zeeland                  | september 1940                             | —                               | Was tot 1940 aangesloten bij de RKVB Den Bosch |
| VV Fijnaart              | Fijnaart                 | november 1926                              | januari 1928                    | |
| Firmitas                 | Tilburg                  | januari 1907                               | juni 1907                       | |
| Fortitudo                | Culemborg                | september 1940                             | —                               | Was tot 1940 aangesloten bij de RKUVB |
| GVV                      | Gameren                  | november 1935                              | december 1936                   | |
| VV Gastel                | Oud-Gastel               | oktober 1924                               | juni 1933                       | Heette tot februari 1926 GSV |
| SC Gastel                | Gastel                   | september 1940                             | —                               | Was tot 1940 aangesloten bij de RKVB Breda |
| Gastelsche Boys          | Oud-Gastel               | oktober 1927                               | november 1929                   | |
| Geel Bruin               | Helmond                  | december 1938                              | 1945                            | Heette tot 1941 HTMS |
| VV Geenhovia             | Valkenswaard             | september 1920                             | december 1924                   | Heette tot november 1920 VV Geenhoven |
| VV Geertruidenberg       | Geertruidenberg          | oktober 1921                               | oktober 1927                    | |
| VV Geldermalsen          | Geldermalsen             | september 1918                             | november 1921                   | |
| Geldermalsensche Boys    | Geldermalsen             | mei 1935                                   | maart 1936                      | |
| VV Geldrop (1)           | Geldrop                  | november 1912                              | november 1913                   | |
| VV Geldrop (2)           | Geldrop                  | september 1921                             | december 1922                   | |
| VV Geldrop (3)           | Geldrop                  | oktober 1928                               | mei 1934                        | Was tot 1928 aangesloten bij de RKVB Den Bosch, heette tot januari 1929 Sparta, fuseerde in 1934 tot ZGC                                                       |
| VV Geldrop (4)           | Geldrop                  | september 1940                             | —                               | |
| VV Gellicum (1)          | Gellicum                 | september 1921                             | september 1923                  | |
| VV Gellicum (2)          | Gellicum                 | mei 1935                                   | januari 1940                    | |
| VV Gemert (1)            | Gemert                   | november 1913                              | januari 1915                    | |
| VV Gemert (2)            | Gemert                   | november 1918                              | december 1920                   | |
| VV Gemert                | Gemert                   | september 1940                             | —                               | Was tot 1940 aangesloten bij de RKVB Den Bosch onder de naam GVV, heette tot juni 1942 GVV '12                                                                 |
| EVV Gestel               | Gestel                   | maart 1915 oktober 1918                    | december 1915 juni 1921         | |
| Gestelsche Boys          | Gestel                   | mei 1935                                   | —                               | |
| VV Gilze                 | Gilze                    | november 1924 september 1940               | augustus 1930 —                 | Heette tot januari 1925 AVM, was tussen 1930 en 1940 aangesloten bij de RKVB Breda                                                                             |
| VV Ginneken (1)          | Ginneken                 | november 1913                              | februari 1915                   | |
| VV Ginneken (2)          | Ginneken                 | 1923                                       | juli 1930                       | |
| VV Ginneken (3)          | Ginneken                 | februari 1941                              | april 1941                      | |
| GMV                      | Ossendrecht              | augustus 1935                              | december 1936                   | |
| VV Goirle (1)            | Goirle                   | november 1913                              | februari 1915                   | |
| VV Goirle (2)            | Goirle                   | november 1921                              | juli 1924                       | |
| VV Good Luck             | Raamsdonksveer           | november 1935                              | januari 1938                    | Was tot 1935 aangesloten bij Samenwerking Ons Streven onder de naam DEVO                                                                                       |
| VV Good Luck             | Geertruidenberg          | oktober 1924 oktober 1936                  | oktober 1933 september 1941     | Was tot 1924 aangesloten bij de RKVB Den Bosch onder de naam GVCV                                                                                              |
| RKVV Grenswachters       | Putte                    | september 1940                             | —                               | Was tot 1940 aangesloten bij de RKVB Breda, heette tot 1942 Sparta                                                                                             |
| RKSV Groen Wit           | Breda                    | september 1940                             | —                               | Was tot 1940 aangesloten bij de RKVB Breda |
| Groen Zwart              | Waspik                   | december 1918                              | november 1919                   | |
| GSBW                     | Goirle                   | augustus 1939                              | —                               | Heette tot 1940 Flora, tussen 1940 en 1945 TULP, tussen 1945 en 1940 RKFSV                                                                                     |
| TSV Gudok                | Tilburg                  | november 1913                              | —                               | |
| GVV                      | Geldermalsen             | augustus 1930                              | —                               | |
| GVV                      | Ginneken                 | december 1899                              | mei 1902                        | Opgegaan in NOAD Breda |
| GWL                      | Culemborg                | juli 1935                                  | 1949                            | |
| VV Haaften (1)           | Haaften                  | oktober 1921                               | augustus 1929                   | |
| VV Haaften (2)           | Haaften                  | Vraag                                      | maart 1942 —                    | Heette tot nov 1932 HVV, na de oorlog heropgericht |
| Haarsteeg Vooruit        | Haarsteeg                | november 1932 september 1937               | september 1934 juli 1943        | Was tussen 1934 en 1937 aangesloten bij de RKVB Den Bosch, in 1943 gefuseerd tot VV Haarsteeg                                                                  |
| VV Haarsteeg             | Haarsteeg                | juli 1943                                  | —                               | |
| RKSV Halsteren           | Halsteren                | augustus 1927 september 1940               | augustus 1931 —                 | Was tussen 1931 en 1940 aangesloten bij de RKVB Breda |
| VV Hapert                | Hapert                   | september 1940                             | —                               | Was tot 1940 aangesloten bij de RKVB Den Bosch |
| Hapse Boys               | Haps                     | september 1940                             | —                               | Was tot 1940 aangesloten bij de RKVB Den Bosch |
| VV Hartog                | Oss                      | december 1928                              | september 1929                  | |
| HEC                      | Waalwijk                 | december 1925                              | augustus 1933                   | Was tot 1925 en vanaf 1933 aangesloten bij de RKVB Den Bosch, heette tot december 1925 DES                                                                     |
| VV Heerewaarden          | Heerewaarden             | oktober 1931                               | Vraag                           | |
| SV Heerewaarden          | Heerewaarden             | september 1940                             | —                               | |
| RKSV Heeze               | Heeze                    | september 1940                             | —                               | Was tot 1940 aangesloten bij de RKVB Den Bosch |
| VV Heikant               | Tilburg                  | oktober 1921                               | januari 1926                    | |
| VV 't Heike              | Tilburg                  | september 1940                             | Vraag                           | Was tot 1940 aangesloten bij de RKVB Den Bosch |
| Hekos                    | Tilburg                  | september 1940                             | Vraag                           | Was tot 1940 aangesloten bij de RKVB Den Bosch |
| RKSV Helenaveen          | Helenaveen               | september 1940                             | —                               | Was tot 1940 aangesloten bij de RKVB Den Bosch |
| HVV Helmond              | Helmond                  | 1900                                       | —                               | |
| Helmondia (1)            | Helmond                  | oktober 1901                               | Vraag                           | |
| Helmondia (2)            | Helmond                  | november 1912                              | november 1913                   | |
| Helmondia (4)            | Helmond                  | september 1920                             | oktober 1922                    | |
| Helmondia (3)            | Helmond                  | september 1925 oktober 1932                | maart 1931 1955                 | Was tot 1925 aangesloten bij de RKVB Den Bosch, in 1955 gefuseerd tot RKSV Helmondia '55                                                                       |
| SC Helmondia '55         | Helmond                  | 1955                                       | —                               | Heette tot 1985 RKSV Helmondia '55 |
| Helmondsche Boys         | Helmond                  | september 1936                             | Vraag                           | Heette tot februari 1938 HVC |
| VV Helvoirt              | Helvoirt                 | september 1940                             | —                               | Was tot 1940 aangesloten bij de RKVB Den Bosch |
| Hercules                 | Dorplein                 | oktober 1923                               | juli 1928                       | |
| Hercules                 | Waspik                   | augustus 1929                              | Vraag                           | |
| Hercules                 | Den Bosch                | september 1934                             | Vraag                           | |
| Hercules                 | Breda                    | juli 1911                                  | Vraag                           | |
| Hero                     | Breda                    | augustus 1923                              | 1961                            | |
| Herovina                 | Herwijnen                | mei 1935                                   | mei 1937                        | |
| Herpinia                 | Herpen                   | september 1940                             | —                               | Was tot 1940 aangesloten bij de RKVB Den Bosch |
| Herptse Boys             | Herpt                    | september 1940                             | —                               | Was tot 1940 aangesloten bij de RKVB Den Bosch |
| VV 's-Hertogenbosch      | Den Bosch                | augustus 1922                              | juni 1933                       | |
| VV Heukelum (1)          | Heukelum                 | oktober 1920                               | november 1921                   | |
| VV Heukelum (2)          | Heukelum                 | mei 1935                                   | —                               | |
| VV Heusden (1)           | Heusden                  | maart 1918                                 | september 1919                  | Heette tot september 1918 HVV |
| VV Heusden (2)           | Heusden                  | september 1919                             | september 1920                  | Heette tot oktober 1919 Juliana |
| VV Heusden (3)           | Heusden                  | september 1932                             | januari 1941                    | Heette tot november 1932 Juliana, in 1945 gefuseerd tot SV Heusden                                                                                             |
| SV Heusden               | Heusden                  | augustus 1945                              | —                               | |
| Heusdensche Boys         | Heusden                  | november 1935                              | januari 1938                    | Was tot 1935 aangesloten bij Samenwerking Ons Streven |
| VV Heuvel                | Tilburg                  | december 1920                              | december 1925                   | |
| HFC                      | Helmond                  |                                            | november 1912                   | |
| Hieronymus               | Tilburg                  | september 1940                             | —                               | |
| Hilaritas                | Breda                    | augustus 1929                              | augustus 1930                   | Was vanaf 1930 aangesloten bij de RKVB Breda |
| SV Hilvaria              | Hilvarenbeek             | september 1940                             | —                               | Was tot 1940 aangesloten bij de RKVB Den Bosch |
| Himarco                  | Breda                    | september 1940                             | maart 1941                      | Was tot 1940 aangesloten bij de RKVB Breda |
| VV Hintham               | Hintham                  | september 1940                             | 1947                            | Was tot 1940 aangesloten bij de RKVB Den Bosch, fuseerde in 1947 tot OJC                                                                                       |
| Hippocrates              | Den Bosch                | september 1921                             | september 1922                  | |
| HKI                      | Breda                    | juni 1928                                  | juli 1935                       | Was vanaf 1935 aangesloten bij de RKVB Breda |
| HMVV                     | Hooge Mierde             | september 1940                             | —                               | Was tot 1940 aangesloten bij de RKVB Den Bosch |
| Holbo                    | Boxtel                   | februari 1915                              | december 1915                   | |
| Hollandia                | Den Bosch                | oktober 1907                               | Vraag                           | |
| Hollandia                | Tilburg                  | september 1925                             | Vraag                           | |
| VV Hoogeloon             | Hoogeloon                | september 1940                             | —                               | |
| VV Hoogerheide           | Hoogerheide              | mei 1935                                   | december 1940                   | |
| Hou Stand                | Den Bosch                | juli 1935                                  | november 1939                   | |
| Houdt Stand              | Tiel                     | oktober 1922                               | januari 1926                    | Stond ook bekende onder de naam HS |
| HRC '27                  | Afferden                 | september 1940                             | —                               | Was tot 1940 aangesloten bij de RKLVB, heette tot maart 1941 HRC                                                                                               |
| HSC '28                  | Heerle                   | oktober 1929 september 1940                | augustus 1931 —                 | Was tussen 1931 en 1940 aangesloten bij de RKVB Breda, heette tot maart 1941 HSC tot augustus 1931 werd de club ook wel Heerle genoemd                         |
| Hup                      | Den Bosch                | oktober 1901                               | oktober 1903                    | |
| Huroc                    | Hurwenen                 | 1935                                       | maart 1938                      | |
| VV Hurwenen              | Hurwenen                 | september 1931                             | 1935                            | In 1935 gefuseerd tot Huroc |
| HVCH                     | Heesch                   | september 1940                             | —                               | Was tot 1940 aangesloten bij de RKVB Den Bosch, heette tot maart 1941 HVC                                                                                      |
| VV Hoeven                | Hoeven                   | september 1940                             | —                               | Heette tot maart 1941 HVV |
| VV Ingen (1)             | Ingen                    | oktober 1922                               | januari 1926                    | |
| VV Ingen (2)             | Ingen                    | november 1932                              | augustus 1940                   | |
| Inter Amicos             | Tiel                     | oktober 1920                               | december 1926                   | |
| VV Internos              | Etten(-Leur)             | augustus 1928 september 1940               | september 1930 —                | Was tussen 1930 en 1940 aangesloten bij de RKVB Breda |
| VV Jan van Arckel        | Ammerzoden               | september 1940                             | —                               | Was tot 1940 aangesloten bij de RKVB Den Bosch |
| RKVV JEKA                | Breda                    | september 1940                             | —                               | Was tot 1940 aangesloten bij de RKVB Breda |
| Juliana                  | Deurne                   | september 1925                             | oktober 1925                    | |
| Juliana Mill             | Mill                     | september 1940                             | —                               | Was tot 1940 aangesloten bij de RKVB Den Bosch, heette tussen maaty 1941 en oktober 1941 Juliana '19, tussen oktober 1941 en 1945 Mill '19                     |
| JVC '31                  | Cuijk                    | september 1940                             | —                               | Was tot 1940 aangesloten bij de RKVB Den Bosch, heette tot april 1941 JVC                                                                                      |
| Kaaische Boys            | Fijnaart                 | september 1940                             | —                               | |
| VV Kaatsheuvel           | Kaatsheuvel              | september 1919                             | januari 1929                    | |
| Kaatsheuvelsche Boys     | Kaatsheuvel              | september 1929                             | september 1937                  | |
| De Kanaries              | Breda                    | augustus 1927                              | Vraag                           | |
| Karel I                  | Eindhoven                | oktober 1917                               | november 1920                   | |
| KAS                      | Kapel-Avezaath           | oktober 1922                               | januari 1926                    | |
| VV Kedichem (1)          | Kedichem                 | september 1921                             | januari 1926                    | |
| VV Kedichem (2)          | Kedichem                 | 1926                                       | februari 1931                   | |
| VV Kerkdriel             | Kerkdriel                | november 1932                              | juli 1937                       | |
| VV Kerkwijk              | Kerkwijk                 | 1934                                       | december 1936                   | Was tot 1934 aangesloten bij Samenwerking Ons Streven, heette tot december 1935 DVO                                                                            |
| VV Kesteren (1)          | Kesteren                 | oktober 1922                               | oktober 1932                    | |
| VV Kesteren (2)          | Kesteren                 | september 1940                             | —                               | Was tot 1940 aangesloten bij de Nijmeegsche Voetbalbond |
| VV Klundert              | Klundert                 | april 1978                                 | —                               | |
| KMD                      | Breda                    | juli 1922                                  | januari 1926                    | |
| KMD                      | Eck en Wiel              | mei 1935                                   | december 1936                   | |
| Knalboys                 | Bergen op Zoom           | januari 1938                               | november 1939                   | |
| Kolping SDW              | Helmond                  | september 1940                             | 1955                            | Was tot 1940 aangesloten bij de RKVB Den Bosch, fuseerde in 1955 tot Helmondia '55                                                                             |
| VV Korvel (1)            | Tilburg                  | november 1913                              | februari 1915                   | |
| VV Korvel (2)            | Tilburg                  | februari 1915                              | oktober 1916                    | |
| RKTVV Korvel             | Tilburg                  | oktober 1921                               | —                               | |
| Kozakken Boys            | Werkendam                | 1934                                       | —                               | Heette tot december 1935 SVW |
| VV Kruisland             | Kruisland                | oktober 1927                               | september 1930                  | |
| KSV                      | Tilburg                  | juni 1937                                  | juli 1945                       | In 1945 gefuseerd tot RKSV Were Di |
| KVW                      | Roosendaal               | september 1940                             | 1944                            | Was tot 1940 aangesloten bij de RKVB Breda |
| VV Lachapelle            | Breda                    | oktober 1928                               | september 1930                  | Heette tot november 1928 Berlcrum, in november 1928 De Kapel                                                                                                   |
| Langstraters             | Kaatsheuvel              | september 1921                             | januari 1926                    | |
| LDS                      | Bergen op Zoom           | september 1925                             | januari 1928                    | |
| VV Leerdam               | Leerdam                  | november 1917                              | 1955                            | Heette tot december 1917 Sparta, in 1955 gefuseerd tot Leerdam Sport '55                                                                                       |
| Leerdam Sport '55        | Leerdam                  | 1955                                       | —                               | |
| VV Lepelstraat (1)       | Lepelstraat              | oktober 1928                               | september 1929                  | |
| VV Lepelstraat (2)       | Lepelstraat              | september 1930                             | februari 1931                   | |
| VV Leur (1)              | Leur                     | september 1926                             | januari 1928                    | |
| VV Leur (2)              | Leur                     | februari 1929                              | augustus 1929                   | |
| FC Lienden               | Lienden                  | december 1932 september 1938 1940          | maart 1935 1939 —               | Was tussen 1935 en 1938 en in het seizoen 1939/40 aangesloten bij de Nijmeegsche Voetbalbond, heette tot 1975 VV Lienden                                       |
| RKSV Liessel             | Liessel                  | september 1940                             | —                               | Was tot 1940 aangesloten bij de RKVB Den Bosch |
| TSV LONGA                | Tilburg                  | oktober 1920                               | —                               | Heette tot april 1929 TSVK LONGA |
| LSV                      | Leerdam                  | 1925                                       | 1955                            | Heette tot september 1918 Voorwaarts |
| VV Maarheeze             | Maarheeze                | september 1940                             | —                               | Was tot 1937 aangesloten bij de RKVB Den Bosch onder de naam EDO                                                                                               |
| VV Made                  | Made                     | oktober 1926                               | augustus 1930                   | |
| Madese Boys              | Maurik (dorp)Made        | september 1940                             | —                               | Was tot 1940 aangesloten bij de RKVB Breda |
| Madjoe E                 | Eindhoven                | september 1940                             | Vraag                           | Was tot 1940 aangesloten bij de RKVB Den Bosch, heette tot april 1941 Madjoe                                                                                   |
| RKVV Maliskamp           | Rosmalen                 | september 1940                             | —                               | Was tot 1940 aangesloten bij de RKVB Den Bosch |
| SV Marvilde              | Meerveldhoven            | september 1940                             | —                               | Was tot 1940 aangesloten bij de RKVB Den Bosch |
| Mastbosch                | Ginneken                 | oktober 1926                               | november 1929                   | Heette tot november 1926 VV Ginneken, in november en december 1926 De Knol                                                                                     |
| Mastbosch                | Breda                    | januari 1924                               | januari 1926                    | |
| SV Maurik                | Maurik                   | september 1930                             | maart 1942 —                    | Na de oorlog heropgericht |
| VV Meerkerk              | Meerkerk                 | oktober 1919                               | november 1921                   | |
| SV Meerkerk              | Meerkerk                 | mei 1935                                   | —                               | |
| Meijerij                 | Woensel                  | februari 1915                              | december 1915                   | |
| RKVV METO                | Hoogerheide              | december 1940                              | —                               | |
| MEVO                     | Bergen op Zoom           | oktober 1924                               | augustus 1933                   | Was tot 1924 en vanaf 1933 aangesloten bij de RKVB Breda |
| VV Middelrode            | Middelrode               | september 1940                             | augustus 1945                   | |
| Mifano                   | Mierlo                   | september 1940                             | —                               | Was tot 1940 aangesloten bij de RKVB Den Bosch, heette tot 1951 VV Mierlo                                                                                      |
| RKSV Mierlo-Hout         | Mierlo-Hout              | september 1940                             | maart 1942 —                    | Was tot 1940 aangesloten bij de RKVB Den Bosch |
| RKSV Milsbeek            | Milsbeek                 | september 1940                             | september 1942                  | Was tot 1940 aangesloten bij de RKLVB onder de naam Juliana, vanaf 1942 bij de Nijmeegsche Voetbalbond                                                         |
| MOC '17                  | Bergen op Zoom           | september 1940                             | —                               | Was tot 1940 aangesloten bij de RKVB Breda, heette tot 1955 MOC '39                                                                                            |
| Monta                    | Den Bosch                | augustus 1922                              | december 1926                   | |
| RKVV Montagnards         | Bergen                   | september 1940                             | —                               | |
| De Muggen                | Roosendaal               | oktober 1924                               | juni 1933                       | |
| RKSV MULO                | Helmond                  | september 1940                             | —                               | Was tot 1940 aangesloten bij de RKVB Den Bosch |
| MVC                      | Moergestel               |                                            | december 1913                   | |
| NAC                      | Breda                    | oktober 1924                               | —                               | |
| NAS                      | Boxtel                   | september 1934                             | september 1938                  | |
| VV Neerkandia            | Neerkant                 | september 1940                             | —                               | Was tot 1940 aangesloten bij de RKVB Den Bosch |
| Neerlandia '31           | Dorst                    | september 1940                             | —                               | Was tot 1940 aangesloten bij de RKVB Breda, heette tot maart 1942 Neerlandia                                                                                   |
| NEO                      | Teteringen               | november 1920                              | oktober 1922                    | |
| NES                      | Tilburg                  | augustus 1929                              | juli 1937                       | |
| SV Nevelo                | Oisterwijk               | augustus 1930                              | —                               | |
| RKVV Nieuw Borgvliet     | Nieuw-Borgvliet          | oktober 1929 september 1940                | augustus 1933 —                 | Was tot 1929 en tussen 1933 en 1940 aangesloten bij de RKVB Breda                                                                                              |
| RKVV Nieuwkuijk          | Nieuwkuijk               | september 1940                             | —                               | Was tot 1940 aangesloten bij de RKVB Den Bosch |
| NIVEMA                   | Den Bosch                | november 1933                              | januari 1937                    | |
| NOAD                     | Breda                    | 1900                                       | september 1912                  | Gefuseerd tot NAC |
| NOAD                     | Tilburg                  | november 1913                              | —                               | |
| NOAD '32                 | Wijk en Aalburg          | 1935                                       | —                               | Was tot 1935 aangesloten bij de Samenwerking Ons Streven, heette tot 1969 VV Wijk                                                                              |
| VV Nooit Gedacht         | Geffen                   | september 1940                             | —                               | Was tot 1940 aangesloten bij de RKVB Den Bosch |
| VV Norbert               | Lithoijen                | september 1940                             |                                 | Was tot 1940 aangesloten bij de RKVB Den Bosch |
| Nova                     | Werkendam                | november 1935                              | maart 1942                      | Was tot 1935 aangesloten bij de Samenwerking Ons Streven |
| NS                       | Eindhoven                | oktober 1921                               | januari 1926                    | |
| NSB                      | Breda                    | november 1921                              | januari 1926                    | |
| NSL                      | Rijen                    | november 1927                              | januari 1929                    | Heette tot juli 1928 SNL |
| NSV                      | Nieuwland                | mei 1935                                   | september 1936                  | |
| VV NSV                   | Nispen                   | augustus 1928 september 1940               | juli 1931 —                     | Was tot 1928 aangesloten bij de Vlaamsch Sportverbond onder de naam SDW, tussen 1931 en 1940 bij de RKVB Breda                                                 |
| RKSV Nuenen              | Nuenen                   | september 1940                             | —                               | Was tot 1940 aangesloten bij de RKVB Den Bosch |
| NVV                      | Noordhoek                | september 1940                             | Vraag                           | Was tot 1940 aangesloten bij de RKVB Breda |
| NWC                      | Asten                    | september 1940                             | —                               | Was tot 1940 aangesloten bij de RKVB Den Bosch |
| NZM                      | Heusdenhout              | september 1927                             | augustus 1930                   | Was tot 1927 en vanaf 1930 aangesloten bij de RKVB Breda |
| OBK                      | Tilburg                  | september 1925                             | december 1926                   | Was tot 1926 aangesloten bij de RKVB Den Bosch onder de naam Hollandia                                                                                         |
| VV Ochten (1)            | Ochten                   | november 1922                              | december 1925                   | |
| VV Ochten (2)            | Ochten                   | oktober 1932                               | augustus 1933                   | Was vanaf 1933 aangesloten bij de Nijmeegsche Voetbalbond |
| Ochtensche Boys          | Ochten                   | oktober 1922                               | Vraag                           | Heette tot september 1923 Uchta |
| ODC                      | Boxtel                   | september 1940                             | —                               | Was tot 1940 aangesloten bij de RKVB Den Bosch |
| ODI '10                  | Rosmalen                 | september 1940                             | 1947                            | Was tot 1940 aangesloten bij de RKVB Den Bosch, heette tot november 1941 ODI                                                                                   |
| RKVV ODIO                | Ossendrecht              | september 1940                             | —                               | Was tot 1940 aangesloten bij de RKVB Breda |
| ODO                      | Sint Willebrord          | december 1924                              | oktober 1925                    | |
| ODO                      | Tilburg                  | oktober 1926                               | april 1929                      | |
| ODW                      | Roosendaal               | oktober 1921                               | januari 1926                    | |
| VV Oijen                 | Oijen                    | september 1940                             | mei 1942                        | Was tot 1940 aangesloten bij de RKVB Den Bosch |
| VV Oirschot              | Oirschot                 | februari 1915                              | december 1915                   | |
| Oirschotsche Boys        | Oirschot                 | juli 1935                                  | december 1936                   | |
| VV Oirschot Vooruit      | Oirschot                 | 1942                                       | —                               | |
| RKSV Oisterwijk          | Oisterwijk               | september 1922 juli 1930                   | september 1926 —                | Heette tot 1922 Excelsior Oisterwijk, tussen 1922 en 1949 VV Oisterwijk, was tot 1922 en tussen 1926 en 1930 aangesloten bij de RKVB Den Bosch                 |
| OLTO                     | Klundert                 | maart 1941                                 | april 1978                      | Heette tot mei 1941 VV Klundert, fuseerde in 1978 tot VV Klundert                                                                                              |
| Olympia '18              | Boxmeer                  | september 1940                             | —                               | Was tot 1940 aangesloten bij de RKVB Den Bosch, heette tot 1973 VV Boxmeer                                                                                     |
| OML                      | Sint Willebrord          | oktober 1928                               | augustus 1930                   | Was vanaf 1930 aangesloten bij de RKVB Breda |
| ONIO                     | Breda                    | september 1928                             | juli 1930                       | Heette tot oktober 1929 Olympia |
| Ons Vios                 | Tilburg                  | september 1940                             | —                               | Was tot 1940 aangesloten bij de RKVB Den Bosch |
| VV Oosterhout (1)        | Oosterhout               | september 1913                             | februari 1915                   | |
| VV Oosterhout (3)        | Oosterhout               |                                            | augustus 1928                   | |
| VV Oosterhout (4)        | Oosterhout               | juni 1927                                  | augustus 1934                   | |
| VV Oosterwijk            | Oisterwijk               | oktober 1920                               | november 1921                   | |
| Oosterwijksche Boys      | Oisterwijk               | juli 1935                                  | maart 1942                      | |
| VV Opijnen               | Opijnen                  | december 1932                              | juli 1940                       | |
| VV Oranje Groen          | Breda                    | oktober 1929                               | november 1929                   | |
| Oranje Nassau            | Roosendaal               | oktober 1911                               | januari 1912                    | |
| Oranje Wit               | Tilburg                  | september 1921                             | augustus 1928                   | |
| Oranje Wit               | Boxtel                   | september 1940                             | september 1941                  | In 1941 gefuseerd tot BOC |
| OSC (1)                  | Oss                      | oktober 1936                               | juli 1937                       | |
| OSC (2)                  | Oss                      | augustus 1938                              | november 1939                   | Heette tot februari 1939 DES |
| Osiris                   | Tilburg                  | september 1919                             | november 1920                   | |
| OSO                      | Bergen op Zoom           | oktober 1924                               | december 1925                   | Heette tot juni 1925 SO |
| OSS '20                  | Oss                      | september 1927 september 1940              | 1933 —                          | Heette tot 1928 SV '20, was tot 1927 en tussen 1933 en 1940 aangesloten bij de RKVB Den Bosch                                                                  |
| VV Ossendrecht (1)       | Ossendrecht              | 1925                                       | januari 1928                    | Was tot 1925 aangesloten bij de RKVB Breda |
| VV Ossendrecht (2)       | Ossendrecht              | september 1930                             | juni 1937                       | |
| VV Oudenbosch (2)        | Oudenbosch               | oktober 1923                               | augustus 1924                   | |
| VV Oudenbosch (3)        | Oudenbosch               |                                            | oktober 1926                    | |
| VV Oudenbosch (4)        | Oudenbosch               | september 1930                             | september 1931                  | |
| VV Oud-Vossemeer         | Oud-Vossemeer            | november 1932                              | juni 1937                       | |
| OVA                      | Den Bosch                | oktober 1937                               | september 1938                  | |
| OVC                      | Oud-Vossemeer            | december 1930                              | Vraag                           | |
| OVM                      | Breda                    | november 1921                              | juli 1925                       | |
| OVV                      | Oosterhout               | oktober 1919                               | november 1920                   | |
| Paars Wit (1)            | Bergen op Zoom           | augustus 1927                              | juli 1928                       | Heette tot januari 1928 Bergsche Stormvogels |
| Paars Wit (2)            | Bergen op Zoom           | februari 1929                              | augustus 1931                   | |
| VV Passewaaij            | Passewaaij               | mei 1935                                   | maart 1942                      | |
| VV Paul Kruger           | Den Bosch                | november 1902                              | Vraag                           | |
| PAX                      | Culemborg                | december 1913                              | februari 1915                   | |
| PAZO                     | Oisterwijk               | september 1930                             | juni 1944                       | Fuseerde in 1944 tot RKSV Taxandria |
| VV PCP                   | Breda                    | augustus 1937                              | —                               | Heette tot november 1940 EMBEE |
| Pelikaan                 | Ottersum                 | september 1940                             | september 1942                  | Was tot 1940 aangesloten bij de RKLVB, vanaf 1942 bij de Nijmeegsche Voetbalbond                                                                               |
| PH                       | Vught                    | 1905                                       | december 1910                   | |
| Philips Elftal           | Eindhoven                | juli 1911                                  | november 1914                   | |
| VV Princenhage           | Princenhage              | 1922                                       | december 1926                   | |
| VV Prins der Nederlanden | Eindhoven                | oktober 1936                               | augustus 1938                   | Heette tot mei 1937 Prins Bernhard |
| VV Prins Maurits         | Kerkdriel                | juli 1921                                  | februari 1924                   | |
| VV Prinses Beatrix       | Leerdam                  | september 1936                             | september 1938                  | Heette tot februari 1938 Steeds Voorwaarts |
| Prinslandia (1)          | Dinteloord               | oktober 1922                               | december 1925                   | |
| Prinslandia (2)          | Dinteloord               | september 1926                             | juni 1933                       | |
| Prinslandia (3)          | Dinteloord               | mei 1935                                   | januari 1938                    | |
| Promotor                 | Breda                    | juli 1922                                  | juni 1926                       | |
| PSV                      | Eindhoven                | 1913                                       | —                               | Heette tot november 1916 Philips Elftal, tussen november 1916 en juli 1922 Philips SV                                                                          |
| VV Putte                 | Putte                    | oktober 1924                               | juli 1936                       | |
| Quick                    | Den Bosch                | augustus 1925                              | november 1931                   | Was tot 1925 en vanaf 1931 aangesloten bij de RKVB Den Bosch                                                                                                   |
| Quick Step               | Mierlo-Hout              | september 1925                             | juni 1933                       | Was tot 1925 aangesloten bij de RKVB Den Bosch |
| VV Raamsdonk             | Raamsdonk                | september 1940                             | —                               | Heette tot juli 1942 Victoria, in juli 1942 Raamdonksche Boys                                                                                                  |
| RAC                      | Eindhoven                | december 1938                              | november 1941                   | |
| RAC                      | Rijen                    | 1929 september 1940                        | september 1930 —                | Was tussen 1930 en 1940 aangesloten bij de RKVB Breda |
| Raptim                   | Gorinchem                | november 1923                              | november 1925                   | Was vanaf 1925 aangesloten bij de DHVB |
| VV De Raven              | Luyksgestel              | september 1940                             | —                               | Was tot 1940 aangesloten bij de RKVB Den Bosch |
| VV Ravenstein            | Ravenstein               | september 1940                             | —                               | Was tot 1940 aangesloten bij de RKVB Den Bosch |
| RBC                      | Roosendaal               | juli 1927                                  | —                               | |
| RCD                      | Dongen                   | oktober 1927                               | augustus 1930                   | Was vanaf 1930 aangesloten bij de RKVB Den Bosch |
| REBA                     | Roosendaal               | maart 1933                                 | januari 1938                    | Heette tot mei 1933 Roosendaalsche Boys |
| De Reigers               | Breda                    | oktober 1927                               | juli 1928                       | Heette tot december 1927 Heracles |
| Reusel Sport             | Reusel                   | september 1940                             | —                               | Was tot 1940 aangesloten bij de RKVB Den Bosch |
| RHBS                     | Tilburg                  | december 1899                              | Vraag                           | |
| VV Rhenoy                | Rhenoy                   | mei 1935                                   | december 1938                   | |
| RKSV Rhode               | Sint Oedenrode           | september 1940                             | —                               | Was tot 1940 aangesloten bij de RKVB Den Bosch |
| VV Riethoven             | Riethoven                | september 1940                             | —                               | |
| VV Riel                  | Riel                     | september 1940                             | —                               | Was tot 1940 aangesloten bij de RKVB Den Bosch, heette tot 1942 VVR, tussen 1942 en 1948 RKVV Riel                                                             |
| FC Right-Oh              | Geertruidenberg          | september 1940                             | —                               | Was tot 1940 aangesloten bij de RKVB Breda |
| VV Rijsbergen            | Rijsbergen               | oktober 1924                               | april 1927                      | Heette tot november 1924 Blauw Wit |
| VV De Rips               | De Rips                  | september 1940                             | december 1941                   | |
| VV Rits                  | Eindhoven                | juni 1935                                  | 1949                            | |
| RJC                      | Rijen                    | maart 1941                                 | juli 1943                       | |
| RKC                      | Waalwijk                 | september 1940                             | —                               | |
| RKDSV                    | Diessen                  | augustus 1945                              | —                               | Was tot 1937 aangesloten bij de RKVB Den Bosch onder de naam DSV                                                                                               |
| RKDVC                    | Drunen                   | 1945                                       | —                               | |
| RKHFC                    | Hilvarenbeek             | september 1926                             | februari 1927                   | Was vanaf 1927 aangesloten bij de RKVB Den Bosch |
| RKPVV                    | Helmond                  | september 1940                             | —                               | Staat ook bekend als PVV (Helmond), was tot 1940 aangesloten bij de RKVB Den Bosch                                                                             |
| RKTVV                    | Tilburg                  | september 1940                             | —                               | Was tot 1940 aangesloten bij de RKVB Den Bosch |
| RODA                     | Hooge Zwaluwe            |                                            | juli 1935                       | |
| Rood Blauw '37           | Tilburg                  | september 1940                             | juli 1942                       | Was tot 1940 aangesloten bij de RKVB Den Bosch, heette tot dec 1941 Rood Blauw                                                                                 |
| Rood-Wit '67             | Budel-Dorplein           | 1967                                       | —                               | |
| RKSV Rood-Wit Willebrord | Sint Willebrord          | september 1940                             | —                               | Was tot 1940 aangesloten bij de RKVB Den Bosch, heette tot december 1941 Rood Wit                                                                              |
| SV Rood-Wit Veldhoven    | Veldhoven                | september 1940                             | —                               | Was tot 1940 aangesloten bij de RKVB Den Bosch, heette tot december 1941 Rood Wit                                                                              |
| Rood Wit                 | Den Bosch                | januari 1912                               | februari 1913                   | |
| VV De Roofvogels (1)     | Breda                    | september 1926                             | januari 1928                    | |
| VV De Roofvogels (2)     | Breda                    | januari 1928 augustus 1929                 | augustus 1928 juni 1933         | Club trok in 1928 terug wegens gebrek aan spelers |
| VV De Ruijter (1)        | Eindhoven                |                                            | december 1925                   | Heette tot januari 1924 VV De Ruiter |
| VV De Ruijter (2)        | Eindhoven                | oktober 1930                               | mei 1931                        | |
| VV RWB                   | Besoijen                 | oktober 1910 november 1913                 | augustus 1913 —                 | Heette tot september 1912 BVC, tussen november 1916 en november 1920 Besoyen, in overige periodes RWB; In 1920 waarschijnlijk naamsverandering qua registratie |
| VV Roodborstjes          | Den Bosch                | september 1921                             | december 1925                   | |
| VV Roodborstjes          | Helmond                  | december 1925                              | juli 1931                       | Was tot 1925 aangesloten bij de RKVB Den Bosch, heette tot februari 1922 VIS                                                                                   |
| VV Roode Ster            | Breda                    | september 1931                             | oktober 1941                    | Heette tot juli 1935 NASB |
| VV Roosendaal (1)        | Roosendaal               | november 1911                              | oktober 1916                    | |
| VV Roosendaal (2)        | Roosendaal               | september 1920                             | juli 1927                       | In 1927 gefuseerd tot RBC |
| RKVV Roosendaal          | Roosendaal               | september 1940                             | —                               | Was tot 1940 aangesloten bij de RKVB Breda |
| Roosendaal Vooruit       | Roosendaal               | augustus 1908                              | januari 1912                    | Heette tot september 1910 Concordia |
| Roosendaalsche Boys      | Roosendaal               | september 1926                             | juli 1927                       | In 1927 gefuseerd tot RBC |
| VV Rossum                | Rossum                   | september 1931                             | Vraag                           | |
| Rozat                    | Boxtel                   | november 1922                              | juni 1926                       | |
| RPC                      | Eindhoven                | september 1940                             | —                               | |
| VV RSV                   | Rucphen                  | september 1940                             | —                               | Was tot 1940 aangesloten bij de RKVB Breda |
| VV Rucphen               | Rucphen                  | augustus 1929                              | september 1931                  | |
| RVV                      | Roermond                 | oktober 1901                               | mei 1908                        | |
| SAB                      | Breda                    | september 1940                             | —                               | Was tot 1940 aangesloten bij de RKVB Breda |
| VV Sambeek               | Sambeek                  | september 1940                             | —                               | Was tot 1940 aangesloten bij de RKVB Den Bosch, heette tot juni 1942 SVV                                                                                       |
| VV Sandraudiga           | Zundert                  | oktober 1924                               | januari 1928                    | Heette tot januari 1925 VV Zundert |
| RKSV Sarto               | Tilburg                  | september 1940                             | —                               | Was tot 1940 aangesloten bij de RKVB Den Bosch |
| VV SBC                   | Son                      | september 1940                             | —                               | Was tot 1940 aangesloten bij de RKVB Den Bosch |
| SBO (1)                  | Terheijden               | september 1928                             | augustus 1930                   | Was vanaf 1930 aangesloten bij de RKVB Breda |
| SBO (2)                  | Terheijden               | september 1940                             | februari 1941                   | Was tot 1940 aangesloten bij de RKVB Breda |
| SBOV                     | Oosterhout               | januari 1931                               | juni 1935                       | Heette tot december 1932 Sparta |
| SCG                      | Goirle                   | juli 1929                                  | september 1926 maart 1934       | Heette tot juli 1929 GSVW |
| RKSV Schijndel           | Schijndel                | september 1940                             | —                               | Was tot 1940 aangesloten bij de RKVB Den Bosch |
| De Schutters             | Stampersgat              | oktober 1927 september 1940                | augustus 1931 —                 | Was tussen 1931 en 1940 aangesloten bij de RKVB Breda |
| SCO                      | Oosterhout               | september 1940                             | —                               | Was tot 1940 aangesloten bij de RKVB Breda |
| SCV                      | Velp                     | september 1940                             | Vraag                           | Was tot 1940 aangesloten bij de RKVB Den Bosch, heette tot december 1942 VVV, tussen december 1942 en maart 1943 JUVEO                                         |
| SCZ                      | Zoelen                   | september 1930                             | maart 1942 —                    | |
| SDG                      | Eindhoven                | januari 1939                               | augustus 1940                   | |
| SDOB                     | Bladel                   | november 1941                              | maart 1942                      | In 1942 gefuseerd tot Bladella |
| SDO                      | Rijswijk                 | september 1936                             | september 1937                  | |
| SDO '39                  | Lage Mierde              | september 1940                             | —                               | Heette tot november 1941 SDO |
| SDOR                     | Rijen                    | september 1940                             | Vraag                           | Was tot 1940 aangesloten bij de RKVB Breda |
| SDW                      | Roosendaal               | september 1940                             | Vraag                           | Was tot 1940 aangesloten bij de RKVB Breda |
| SES Langenboom           | Langenboom               | september 1940                             | —                               | Was tot 1940 aangesloten bij de RKVB Den Bosch, heette tot 1947 VV Langenboom                                                                                  |
| SET                      | Tilburg                  | september 1934                             | —                               | |
| SGG                      | Rijswijk                 | juni 1938                                  | augustus 1940                   | |
| RKVV Sint-Michielsgestel | Sint-Michielsgestel      | september 1940                             | —                               | Was tot 1940 aangesloten bij de RKVB Den Bosch |
| VV Sint Willebrordus     | Breda                    | oktober 1923                               | januari 1928                    | |
| VV Sint Willibrord       | Tilburg                  | september 1940                             | Vraag                           | Was tot 1940 aangesloten bij de RKVB Den Bosch |
| SN                       | Breda                    | september 1931                             | september 1941                  | |
| SNA                      | Breda                    | juli 1925                                  | Vraag                           | |
| SNO                      | Culemborg                | oktober 1916                               | november 1918                   | |
| SNO                      | Geertruidenberg          | oktober 1928                               | augustus 1930                   | Was vanaf 1930 aangesloten bij de RKVB Breda |
| SNS                      | Tilburg                  | oktober 1927                               | juni 1936                       | |
| SOA                      | Oirschot                 | september 1940                             | 1942                            | Was tot 1940 aangesloten bij de RKVB Den Bosch, in 1942 gefuseerd tot VV Oirschot Vooruit                                                                      |
| Sparta                   | Ginneken                 | september 1900                             | augustus 1906                   | Was tot 1940 aangesloten bij de RKVB Den Bosch, heette tot december 1941 Sparta                                                                                |
| Sparta '25               | Beek en Donk             | september 1940                             | —                               | |
| Sparta                   | Eindhoven                | september 1907                             | 1909                            | Opgegaan in EVV Eindhoven |
| Sparta '30               | Andel                    | 1935                                       | februari 1941 —                 | Was tot 1935 aangesloten bij Samenwerking Ons Streven, heette tot februari 1936 Sparta Andel, vanaf 1936 VV Andel, club is heropgericht                        |
| VV De Spechten           | Eindhoven                | oktober 1926                               | —                               | Heette tot augustus 1943 SV Picus |
| VV De Speurders          |                          |                                            | oktober 1936                    | |
| Sportclub '37            | Tilburg                  | september 1937                             | september 1942                  | Opgegaan in Tilburgia |
| Sporters '23             | Drunen                   | 1923 september 1940                        | september 1926 1945             | Heette tot 1925 DVO, tussen 1925 en december 1941 De Sporters; Was tussen 1926 en 1940 aangesloten bij de RKVB Den Bosch                                       |
| Sportman                 | Woensel                  | oktober 198                                | november 1919                   | |
| VV Sprang (1)            | Sprang                   | december 1919                              | september 1925                  | |
| VV Sprang (2)            | Sprang                   | september 1935                             | maart 1942                      | Was tot 1935 aangesloten bij de Samenwerking Ons Streven onder de naam NEO                                                                                     |
| Sprangsche Boys          | Sprang                   | september 1935                             | maart 1942                      | Was tot 1935 aangesloten bij de Samenwerking Ons Streven onder de naam SDO                                                                                     |
| VV Sprundel              | Sprundel                 | september 1940                             | Vraag                           | Was tot 1940 aangesloten bij de RKVB Breda |
| SvSSS                    | Udenhout                 | september 1940                             | —                               | Was tot 1940 aangesloten bij de RKVB Den Bosch, heette tot 1973 RKSSS                                                                                          |
| SSS'18                   | Overloon                 | september 1940                             | —                               | Was tot 1940 aangesloten bij de RKVB Den Bosch, heette tot 1976 VV Overloon                                                                                    |
| SSV                      | Breda                    | oktober 1923                               | december 1924                   | |
| VV Stadhouder Willem III | Breda                    | november 1921                              | januari 1924                    | |
| VV Steenbergen           | Steenbergen              | september 1940                             | —                               | |
| Steenbergia              | Steenbergen              | april 1927                                 | februari 1930                   | |
| Steenbergsche Boys (1)   | Steenbergen              | oktober 1926                               | september 1931                  | |
| Steenbergsche Boys (2)   | Steenbergen              | mei 1935                                   | Vraag                           | |
| VV Steensel              | Steensel                 | september 1940                             | —                               | Was tot 1940 aangesloten bij de RKVB Den Bosch |
| SV Stiphout Vooruit      | Stiphout                 | september 1940                             | —                               | Was tot 1940 aangesloten bij de RKVB Den Bosch, heette tot 1971 RKSV Stiphout Vooruit                                                                          |
| Stormvogels '28          | Siebengewald             | september 1940                             | —                               | Was tot 1940 aangesloten bij de RKVB Den Bosch, heette tot december 1941 Stormvogels                                                                           |
| VV Stratum               | Stratum                  | november 1925                              | september 1928                  | Heette tot december 1926 Olympia |
| VV Strijp                | Eindhoven                | september 1921                             | januari 1926                    | |
| STV                      | Eindhoven                | september 1940                             | 1942                            | Was tot 1940 aangesloten bij de RKVB Den Bosch |
| RKVV Sursum Corda        | Tilburg                  | oktober 1923                               | oktober 1925                    | |
| SV SVC                   | Eindhoven                | augustus 1931                              | Vraag                           | |
| VV SVC                   | Standdaarbuiten          | september 1940                             | —                               | Was tot 1940 aangesloten bij de RKVB Breda |
| SVD                      | Den Bosch                | september 1940                             | 1945                            | Was tot 1940 aangesloten bij de RKVB Den Bosch onder de naam RKVV DOS, in 1945 gefuseerd tot Concordia SVD                                                     |
| SV '20                   | Oss                      | september 1927                             | februari 1934                   | Heette tot juli 1928 OSS |
| VV SVG                   | Tilburg                  | september 1940                             | —                               | Was tot 1940 aangesloten bij de RKVB Den Bosch |
| SVK                      | Kaatsheuvel              | september 1937                             | oktober 1939                    | |
| SVR                      | Rumpt                    | mei 1935                                   | december 1936                   | |
| SVTO                     | Breda                    | juli 1922                                  | januari 1926                    | |
| SVV                      | Eindhoven                | september 1927                             | augustus 1928                   | |
| TAC (1)                  | Tilburg                  | 1927                                       | september 1934                  | Heette tot juni 1927 VSC |
| TAC (2)                  | Tilburg                  | december 1941                              | 1991                            | In 1991 gefuseerd tot TAC/BWB |
| TAVENU (1)               | Tilburg                  | februari 1912                              | april 1913                      | |
| TAVENU (2)               | Tilburg                  | december 1913                              | oktober 1916                    | |
| Taxandria                | Oisterwijk (plaats)      | september 1912                             | februari 1915                   | |
| Taxandria                | Breda                    | januari 1925                               | december 1925                   | |
| TEC VV                   | Tiel                     | augustus 1924                              | —                               | |
| VV Terheijden (1)        | Terheijden               | september 1925                             | juli 1926                       | |
| VV Terheijden (2)        | Terheijden               | november 1926                              | september 1929                  | |
| VV Terheijden (3)        | Terheijden               | juli 1935                                  | oktober 1936                    | |
| SV Terheijden            | Terheijden               | september 1940                             | —                               | Was tot 1940 aangesloten bij de RKVB Den Bosch |
| Theole                   | Tiel                     | november 1912                              | —                               | |
| VV Tiel (1)              | Tiel                     | november 1913                              | februari 1915                   | |
| VV Tiel (2)              | Tiel                     | oktober 1920                               | december 1920                   | |
| VV Tiel (3)              | Tiel                     | december 1920                              | augustus 1924                   | In 1924 gefuseerd tot TEC VV |
| VV Tiel (4)              | Tiel                     | augustus 1930                              | september 1935                  | |
| Tielsche Boys            | Tiel                     | april 1927                                 | augustus 1928                   | Heette tot februari 1928 HBS |
| VV Tilburg (2)           | Tilburg                  | maart 1915                                 | oktober 1916                    | |
| VV Tilburg (1)           | Tilburg                  | 1914 september 1918                        | 1916 december 1924              | Was tussen 1916 en 1918 aangesloten bij de RKVB Den Bosch, heette tot september 1918 Achilles                                                                  |
| VV Tilburgnaars          | Tilburg                  | november 1913                              | februari 1915                   | |
| Tilburgia (1)            | Tilburg                  | januari 1912                               | november 1912                   | |
| Tilburgia (2)            | Tilburg                  | september 1923                             | juni 1928                       | Was tot 1923 aangesloten bij de RKVB Den Bosch |
| Tilburgia (3)            | Tilburg                  | september 1928                             | november 1929                   | |
| Tilburgia (4)            | Tilburg                  | september 1936                             | januari 1944                    | |
| Tilburgsche Boys         | Tilburg                  | augustus 1923                              | december 1924                   | |
| SV Tivoli                | Eindhoven                | juli 1931                                  | —                               | |
| TKT                      | Tilburg                  | september 1927                             | november 1934                   | |
| TMOVV                    | Heesselt                 | augustus 1935                              | september 1937                  | |
| RKVV Tongelre            | Tongelre                 | oktober 1924                               | —                               | |
| TONIDO                   | Culemborg                | augustus 1907                              | Vraag                           | |
| SV TOP                   | Oss                      | augustus 1930                              | —                               | |
| TOP                      | Dodewaard                | september 1938                             | november 1939                   | Was tot 1938 aangesloten bij de Nijmeegsche Voetbalbond, na de oorlog heropgericht onder de naam SV Dodewaard                                                  |
| TOV                      | Tilburg                  | september 1922 oktober 1923                | augustus 1923 oktober 1928      | Heette tot augustus 1923 NGG, tussen oktober 1923 en januari 1924 Sparta, tussen januari en juli 1924 NGG                                                      |
| TOV                      | Loon op Zand             | oktober 1921                               | oktober 1922                    | |
| Toxanders                | Tilburg                  | december 1913                              | oktober 1916                    | |
| VV Toxandria             | Rijkevoort               | september 1940                             | —                               | Was tot 1940 aangesloten bij de RKVB Den Bosch |
| Trap Vast                | Eindhoven                | juli 1925                                  | november 1926                   | Was vanaf 1926 aangesloten bij de RKVB Den Bosch |
| Traplust                 | Woensel                  | december 1918                              | januari 1919                    | |
| Traplust (1)             | Eindhoven                | mei 1923                                   | juni 1933                       | |
| Traplust (2)             | Eindhoven                | juli 1934                                  | maart 1941                      | |
| Trekvogels               | Sint Willebrord          | juli 1929                                  | september 1929                  | |
| VV Tricht                | Tricht                   | oktober 1919 1944                          | 1939 —                          | |
| VV TSC                   | Oosterhout               | november 1921                              | —                               | Was tot 1921 aangesloten bij de RKVB Breda |
| VV Tubantia              | Helmond                  | oktober 1939                               | Vraag                           | Was tot 1939 aangesloten bij de RKVB Den Bosch |
| TVC '39                  | Breda                    | september 1940                             | —                               | |
| TVC                      | Teteringen               | augustus 1929                              | september 1929                  | |
| TVV (1)                  | Terheijden               | november 1913                              | februari 1915                   | |
| TVV (2)                  | Terheijden               | juni 1928                                  | juli 1929                       | |
| TVV                      | Tilburg                  | januari 1907                               | september 1913                  | |
| VV Uchta                 | Ochten                   | 1938                                       | november 1939                   | Was tot 1938 en vanaf 1939 aangesloten bij de Nijmeegsche Voetbalbond                                                                                          |
| UDI '19                  | Uden                     | september 1940                             | —                               | Was tot 1940 aangesloten bij de RKVB Den Bosch, heette tot 1945 UDI                                                                                            |
| VV UNA                   | Zeelst                   | september 1940                             | —                               | Was tot 1940 aangesloten bij de RKVB Den Bosch |
| Unica                    | Gestel                   | oktober 1917                               | juni 1918                       | |
| Unicum                   | Breda                    | oktober 1924                               | juni 1928                       | Heette tot januari 1926 DES |
| Union Oisterwijk         | Oisterwijk               | oktober 1913                               | februari 1915                   | |
| Unitas                   | Eindhoven                | juli 1934                                  | februari 1935                   | |
| Unitas '30               | Etten-Leur               | september 1940                             | —                               | Was tot 1940 aangesloten bij de RKVB Breda, heette tot december 1941 Unitas                                                                                    |
| Unitas '59               | Son                      | september 1940                             | —                               | Was tot 1940 aangesloten bij de RKVB Den Bosch, heette tot 1959 RKVV Philipswijk                                                                               |
| VV Uno Animo             | Loon op Zand             | september 1940                             | —                               | Was tot 1940 aangesloten bij de RKVB Den Bosch |
| UVV                      | Gestel                   | juli 1933                                  | juli 1936                       | Was tot 1933 aangesloten bij de RKVB Den Bosch |
| UVV '40                  | Ulvenhout                | september 1940                             | —                               | |
| V en K                   | Den Bosch                | oktober 1921                               | augustus 1924                   | |
| VAC                      | Tiel                     | juni 1906                                  | februari 1908                   | |
| VV Valencia              | Eindhoven                | mei 1935                                   | mei 1943                        | |
| VV Valentia              | Den Bosch                | september 1921                             | januari 1927                    | |
| VV De Valk               | Valkenswaard             | september 1912                             | —                               | |
| VV Valkenswaard          | Valkenswaard             | september 1940                             | —                               | Was tot 1940 aangesloten bij de RKVB Den Bosch onder de naam VSV, heette tot 1956 VSV '34                                                                      |
| Valkenswaardsche Boys    | Valkenswaard             | mei 1935                                   | december 1936                   | |
| VV Varik                 | Varik                    | december 1936                              | december 1938                   | |
| VBC                      | Tilburg                  | november 1915                              | oktober 1916                    | |
| VDZ                      | Woensel                  | september 1930                             | juni 1931                       | |
| VV Veen                  | Veen                     | 1935                                       | oktober 1939                    | Was tot 1935 aangesloten bij Samenwerking Ons Streven, heette tot december 1935 Achilles Veen                                                                  |
| Veerse Boys              | Raamsdonksveer           | oktober 1927 september 1940                | augustus 1930 —                 | Was tussen 1930 en 1940 aangesloten bij de RKVB Breda en RKVB Den Bosch                                                                                        |
| 't Veertiende            | Bergen op Zoom           | december 1936                              | november 1938                   | |
| VV Veloc                 | Eindhoven                | september 1940                             | —                               | Was tot 1940 aangesloten bij de RKVB Den Bosch |
| Velocitas '31            | Tilburg                  | september 1940                             | —                               | Was tot 1940 aangesloten bij de RKVB Den Bosch onder de naam Velocitas                                                                                         |
| Velocitas                | Tilburg                  | september 1925                             | Vraag                           | |
| Velocitas                | Den Bosch                | oktober 1927                               | augustus 1928                   | |
| Velocitas                | Bergen op Zoom           |                                            | november 1910                   | |
| Velocitas                | Tilburg                  | september 1925                             | maart 1927                      | Was tot 1925 aangesloten bij de RKVB Den Bosch, heette tot september 1926 Fair Play                                                                            |
| CVV Velocitas            | Breda                    | 1906                                       | 1932                            | |
| Verax                    | Breda                    | januari 1922                               | januari 1926                    | |
| VES                      | Oudenbosch               | september 1940                             | —                               | Was tot 1940 aangesloten bij de RKVB Breda, heette tot december 1941 VES                                                                                       |
| VV Vessem                | Vessem                   | september 1940                             | —                               | Was tot 1940 aangesloten bij de RKVB Den Bosch |
| VFC                      | Vught                    | september 1940                             | augustus 1942                   | Was tot 1940 aangesloten bij de RKVB Den Bosch, heette tot december 1941 VFC                                                                                   |
| VHC                      | Tiel                     | januari 1912                               | november 1912                   | |
| Vianen Vooruit           | Vianen                   | september 1940                             | —                               | Was tot 1940 aangesloten bij de RKVB Den Bosch |
| Victoria                 | Bergen op Zoom           | oktober 1907                               | Vraag                           | |
| Victoria                 | Oudenbosch               | september 1940                             | mei 1941                        | Was tot 1940 aangesloten bij de RKVB Breda |
| Victoria                 | Tiel                     | oktober 1901                               | juni 1906                       | Was tot 1901 aangesloten bij de Geldersche Voetbalbond |
| Victoria                 | Eindhoven                |                                            | september 1934                  | |
| Victoria                 | Helmond                  | november 1910                              | Vraag                           | |
| VV Vienna                | Eindhoven                | juli 1931                                  | mei 1943                        | Was tot 1931 aangesloten bij de RKVB Den Bosch |
| Vikotoria Haarsteeg      | Haarsteeg                | september 1940                             | juli 1943                       | Was tot 1940 aangesloten bij de RKVB Den Bosch, in 1943 gefuseerd tot VV Haarsteeg                                                                             |
| VV Villapark             | Eindhoven                | juni 1925                                  | januari 1928                    | |
| RKVV Vincent             | Tilburg                  | september 1940                             | Vraag                           | Was tot 1940 aangesloten bij de RKVB Den Bosch |
| VIOL                     | Den Bosch                | maart 1923                                 | maart 1942                      | |
| VV Viola                 | Alphen                   | september 1940                             | —                               | Was tot 1940 aangesloten bij de RKVB Den Bosch, heette tot december 1940 VVA                                                                                   |
| Violent                  | Sint Maartensdijk        | juli 1935                                  | november 1939                   | |
| VIOS                     | Bergen op Zoom           | januari 1938                               | Vraag                           | |
| VIOS                     | Breda                    | december 1907                              | Vraag                           | |
| VIOS '38                 | Beugen                   | september 1940                             | —                               | Heette eerder VV Beugen en tot 1958 Prinses Maria |
| VV Virtus                | Zevenbergen              | 1932 september 1940                        | 1933 —                          | Was tussen 1933 en 1940 aangesloten bij de RKVB Den Bosch |
| Vitesse                  | Roermond                 | september 1907                             | Vraag                           | |
| Vitesse '08              | Gennep                   | september 1940                             | —                               | Was tot 1940 aangesloten bij de RKVB Den Bosch, heette tot 1967 RKVV Gennep                                                                                    |
| Vitesse Ingen            | Ingen                    | september 1930                             | Vraag                           | |
| Vivoo                    | Hoogerheide              | september 1940                             | Vraag                           | Was tot 1940 aangesloten bij de RKVB Breda |
| VJC                      | Drunen                   | september 1940                             | oktober 1940                    | Was tot 1940 aangesloten bij de RKVB Den Bosch |
| VV Vlijmen (1)           | Vlijmen                  | oktober 1924                               | december 1925                   | |
| VV Vlijmen (2)           | Vlijmen                  | november 1933                              | maart 1942                      | |
| Vlijmense Boys           | Vlijmen                  | augustus 1927 november 1931 september 1940 | september 1929 september 1932 — | Was tot 1927, tussen 1929 en 1931 en tussen 1932 en 1940 aangesloten bij de RKVB Den Bosch                                                                     |
| VNA                      | Roosendaal               | augustus 1936                              | maart 1942                      | |
| VOAB (1)                 | Goirle                   |                                            | februari 1926                   | Was eerder aangesloten bij de RKVB Den Bosch |
| VOAB (2)                 | Goirle                   | september 1940                             | —                               | Was tot 1940 aangesloten bij de RKVB Den Bosch |
| RKVV Volharding          | Vierlingsbeek            | september 1940                             | —                               | Was tot 1940 aangesloten bij de RKVB Den Bosch |
| RKSV Volkel              | Volkel                   | september 1940                             | —                               | Was tot 1940 aangesloten bij de RKVB Den Bosch; Heette voor de oorlog DVO                                                                                      |
| Voorwaarts               | Eindhoven                | september 1930                             | februari 1931                   | |
| Voorwaarts               | Bergeijk                 | september 1940                             | Vraag                           | |
| VOP                      | Breda                    | januari 1931                               | Vraag                           | |
| VOPO (1)                 | Breda                    | oktober 1921                               | september 1922                  | |
| VOPO (2)                 | Breda                    | augustus 1923                              | december 1925                   | |
| VV Vossenberg            | Kaatsheuvel              | oktober 1921                               | oktober 1922                    | |
| VV Vrederust             | Bergen op Zoom/Halsteren | december 1936                              | —                               | Heette tot januari 1937 SSS |
| VV Vriendenschaar        | Tiel                     | augustus 1906                              | januari 1912                    | |
| CVV Vriendenschaar       | Culemborg                | september 1908                             | —                               | Heette tot oktober 1915 Victoria |
| Vrijhoevensche Boys      | Vrijhoeven               | 1934                                       | augustus 1940                   | Was tot 1934 aangesloten bij de Samenwerking Ons Streven, heette tot december 1935 Sparta C                                                                    |
| VSC                      | Tilburg                  | september 1920                             | Vraag                           | Heette tot september 1924 Volt's SV |
| VV Vught                 | Vught                    | oktober 1921                               | december 1924                   | Stond ook bekend als VV Vucht |
| Vugtia                   | Vught                    | oktober 1918                               | november 1919                   | Heette tot november 1918 Ajax |
| VV Vuren                 | Vuren                    | september 1936                             | —                               | Was tot 1936 aangesloten bij de Voetbaldistrict GHD |
| VVE                      | Breda                    | juli 1931                                  | januari 1937                    | Heette tot juli 1935 DRD |
| VVH                      | Eindhoven                | september 1931                             | Vraag                           | |
| VVJ                      | Oosterhout               | juni 1930                                  | augustus 1930                   | |
| VVM                      | Moergestel               | september 1940                             | Vraag                           | Was tot 1940 aangesloten bij de RKVB Den Bosch |
| VVP                      | Breda                    | mei 1935                                   | januari 1938                    | |
| VVR                      | Rijsbergen               | september 1940                             | —                               | Was tot 1940 aangesloten bij de RKVB Breda |
| VVS                      | Spoordonk                | september 1940                             | december 1941                   | Was tot 1940 aangesloten bij de RKVB Den Bosch |
| VVSV                     | Breda                    | november 1940                              | Vraag                           | Heette tot januari 1941 BPC |
| VVV                      | Venlo                    | 1905                                       | oktober 1909                    | Was vanaf 1909 aangesloten bij de Limburgsche Voetbalbond |
| VV Waalre                | Waalre                   | oktober 1922                               | februari 1923                   | |
| RKVV Waalre              | Waalre                   | september 1940                             | —                               | Was tot 1940 aangesloten bij de RKVB Den Bosch |
| VV Waalwijk (1)          | Waalwijk                 | oktober 1919                               | juli 1929                       | |
| VV Waalwijk (2)          | Waalwijk                 | september 1935 januari 1938                | december 1936 december 1938     | Heette tot december 1935 Blauw Wit |
| Waalwijk Vooruit         | Waalwijk                 | 1906                                       | oktober 1918                    | |
| VV Waardenburg (1)       | Waardenburg              | oktober 1922                               | september 1928                  | |
| VV Waardenburg (2)       | Waardenburg              | september 1928                             | juni 1935                       | |
| VV Waardenburg (3)       | Waardenburg              | juni 1935                                  | september 1938                  | |
| VV Wagenberg             | Wagenberg                | september 1926                             | augustus 1929                   | Heette tot december 1926 WVV |
| VV Wapen van Bergen      | Bergen op Zoom           | juni 1928                                  | juli 1930                       | |
| VV Wapen van Breda       | Breda                    | juli 1921                                  | december 1927                   | |
| VV Wapen van Heusden     | Heusden                  | oktober 1926                               | oktober 1930                    | |
| VV Waspik (1)            | Waspik                   | september 1922                             | augustus 1930                   | |
| VV Waspik (2)            | Waspik                   | september 1940                             | —                               | Was tot 1940 aangesloten bij de RKVB Breda |
| WDC (1)                  | Breda                    | september 1925                             | oktober 1929                    | |
| WDC (2)                  | Breda                    | december 1929                              | juli 1930                       | |
| VV Well                  | Well                     | 1935                                       | januari 1938                    | |
| RKSV Were Di             | Tilburg                  | juli 1945                                  | —                               | |
| Westerhovensche Boys     | Westerhoven              | mei 1935                                   | januari 1938                    | |
| WHS                      | Sint-Annaland            | juli 1935                                  | —                               | |
| VV Wijchen               | Wijchen                  | september 1940                             | mei 1945                        | Was tot 1940 aangesloten bij de RKVB Den Bosch, in 1945 opgegaan in AWC Wijchen                                                                                |
| WIK                      | Den Bosch                | oktober 1916                               | november 1917                   | |
| WIK                      | Oisterwijk               | september 1940                             | 1944                            | Was tot 1940 aangesloten bij de RKVB Den Bosch onder de naam WIK, in 1944 gefuseerd tot RKSV Taxandria                                                         |
| Wilhelmina               | Breda                    | oktober 1907                               | juni 1908                       | |
| RKVV Wilhelmina          | Den Bosch                | december 1899                              | —                               | Heette tussen 1941 en 1945 Kanaries |
| Wilhelmina '26           | Aalburg                  | november 1935                              | —                               | Heeft ook Wilhelmina en VV Aalburg geheten |
| Wilhelmina Boys          | Best                     | mei 1935                                   | —                               | Heette tot 1965 SCB |
| Willebrordia             | Sint Willebrord          | mei 1929                                   | juli 1933                       | |
| Willebrordus SV          | Breda                    | september 1940                             | 1971                            | Was tot 1940 aangesloten bij de RKVB Breda, fuseerde in 1971 tot WDS '19                                                                                       |
| VV Willem I              | Den Bosch                | oktober 1918                               | november 1921                   | |
| Willem II                | Tilburg                  | 1900                                       | —                               | |
| Willem III               | Oosterhout               | augustus 1927                              | oktober 1941                    | |
| Willem III               | Den Bosch                | augustus 1937                              | augustus 1941                   | |
| VV Wittouck              | Breda                    | december 1924                              | juni 1933                       | |
| VV Woensel (1)           | Woensel                  | november 1917                              | Vraag                           | |
| VV Woensel (2)           | Woensel                  | november 1919                              | november 1920                   | |
| VV Woensel (3)           | Woensel                  | december 1932                              | juli 1937                       | |
| RKSV Woensel             | Woensel                  | september 1940                             | —                               | Was tot 1940 aangesloten bij de RKVB Den Bosch |
| Woenselse Boys           | Eindhoven                | september 1935                             | —                               | Heette tot maart 1938 VVS, tussen maart 1938 en 1950 EVVS |
| Woenselsche Boys (1)     | Woensel                  | juli 1934                                  | oktober 1935                    | |
| Woenselsche Boys (2)     | Woensel                  | januari 1939                               | maart 1942                      | |
| VV Woudrichem            | Woudrichem               | augustus 1935                              | —                               | Was tot 1934 aangesloten bij de Samenwerking Ons Streven onder de naam Stormvogels                                                                             |
| WSC                      | Waalwijk                 | augustus 1921                              | —                               | |
| WSV                      | Woensel                  | september 1927                             | januari 1928                    | |
| WVC                      | Wagenberg                | september 1940                             | september 1941                  | Was tot 1940 aangesloten bij de RKVB Breda |
| WVO                      | Oosterhout               | september 1927                             | —                               | |
| WVS                      | Steenbergen              | juni 1935                                  | oktober 1936                    | Was vanaf 1936 aangesloten bij de RKVB Breda |
| WVV                      | Woensel                  | september 1930                             | Vraag                           | |
| WVVZ                     | Woensel                  | augustus 1932                              | —                               | |
| VV Zaltbommel (1)        | Zaltbommel               | oktober 1901                               | februari 1915                   | |
| VV Zaltbommel            | Zaltbommel (2)           | oktober 1917                               | —                               | |
| VV Zandschel             | Kaatsheuvel              | juli 1935                                  | oktober 1939                    | |
| ZBSV                     | Zaltbommel               | september 1921                             | november 1932                   | |
| ZBVV                     | Zaltbommel               | september 1930                             | maart 1940                      | Heette tot december 1932 Sparta |
| VV Zennewijnen           | Zennewijnen              | oktober 1923                               | mei 1925                        | |
| 't Zesde (1)             | Breda                    | 1908                                       | november 1924                   | |
| 't Zesde (2)             | Breda                    | augustus 1938                              | maart 1942                      | |
| VV Zevenbergen (1)       | Zevenbergen              | november 1913                              | november 1918                   | |
| VV Zevenbergen (2)       | Zevenbergen              | oktober 1921                               | januari 1924                    | |
| VV Zevenbergen (3)       | Zevenbergen              | september 1925                             | augustus 1926                   | |
| VV Zevenbergen (4)       | Zevenbergen              | augustus 1931                              | Vraag                           | |
| VV Zevenbergsche Hoek    | Zevenbergschen Hoek      | januari 1925                               | oktober 1925                    | |
| ZGC                      | Geldrop                  | mei 1934                                   | september 1940                  | Fuseerde in 1940 tot VV Geldrop (4) |
| ZHC                      | Oss                      | oktober 1929                               | mei 1930                        | |
| VV ZIGO (1)              | Tilburg                  | oktober 1921                               | juni 1933                       | |
| VV ZIGO (2)              | Tilburg                  | september 1940                             | —                               | Was tot 1940 aangesloten bij de RKVB Den Bosch |
| VV Zoelmond              | Zoelmond                 | augustus 1930                              | november 1939                   | |
| ZSC                      | Westerhoven              | september 1940                             | —                               | Was tot 1940 aangesloten bij de RKVB Den Bosch |
| Het Zuiden               | Den Bosch                | oktober 1916                               | januari 1926                    | |
| Zuider Boys              | Tilburg                  | september 1927                             | maart 1928                      | |
| VV Zuilichem             | Zuilichem                | november 1935                              | september 1937                  | |
| VV Zundert               | Zundert                  | september 1940                             | —                               | Was tot 1940 aangesloten bij de RKVB Breda |
| VV De Zwaluw             | Oeffelt                  | september 1940                             | —                               | Was tot 1940 aangesloten bij de RKVB Den Bosch |
| VV De Zwaluw             | Vught                    | september 1940                             | juli 1942                       | Was tot 1940 aangesloten bij de RKVB Den Bosch, in 1942 gefuseerd tot RKVV Zwaluw VFC                                                                          |
| RKVV Zwaluw VFC          | Vught                    | oktober 1941                               | —                               | |
| VV De Zwaluwen           | Raamsdonksveer           | juli 1930                                  | Vraag                           | |
| VV Zwanenberg            | Oss                      | augustus 1923                              | september 1929                  | |
| VV Zwart Geel            | Sint Hubert              | september 1940                             | Vraag                           | Was tot 1940 aangesloten bij de RKVB Den Bosch |
| Zwarte Boys              | Eindhoven                | december 1936                              | maart 1942                      | |
| Zwarte Duivels           | Breda                    | februari 1924                              | december 1925                   | |
| VV De Zwartjes           | Ulvenhout                | oktober 1924                               | augustus 1929                   | |
| ZWV                      | Zevenbergen              | december 1921                              | september 1922                  | |
| ZWZ                      | Geldrop                  | september 1929                             | mei 1934                        | |